# 圣保罗德富尔克
圣保罗德富尔克（法語：Saint-Paul-de-Fourques，法語發音：[sɛ̃ pɔl də fuʁk]）是法国厄尔省的一个市镇，位于该省北部偏西，属于贝尔奈区。

## 地理
圣保罗德富尔克（49°13'16"N, 0°47'44"E）面积4.03 平方千米，位于法国诺曼底大区厄尔省，该省份为法国北部内陆省份，北起滨海塞纳省，西接奧恩省和卡爾瓦多斯省，南至厄尔-卢瓦省，东临瓦兹省、瓦兹河谷省和伊夫林省。
与圣保罗德富尔克接壤的市镇（或旧市镇、城区）包括：博罗贝尔、圣埃卢瓦德富尔克、勒博斯克迪泰伊、拉讷维尔迪博斯克。

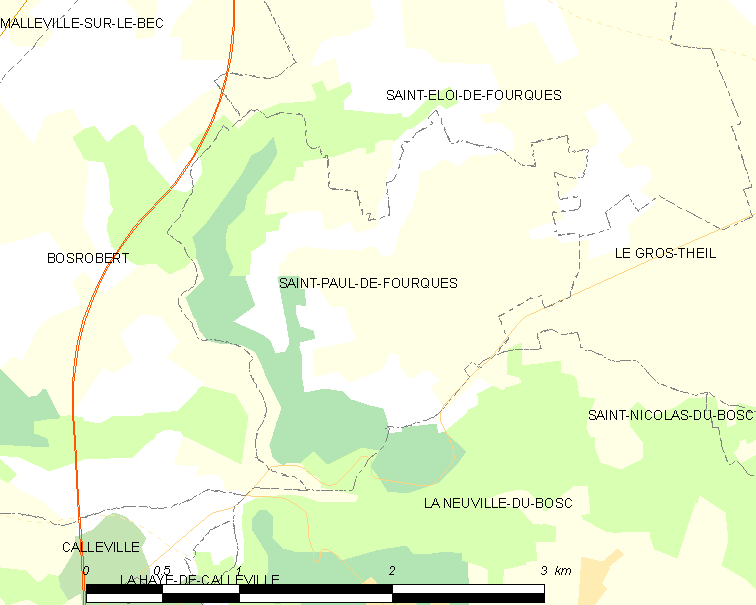
圣保罗德富尔克的OSM定位图

圣保罗德富尔克的时区为UTC+01:00、UTC+02:00（夏令时）。

## 行政
圣保罗德富尔克的邮政编码为27800，INSEE市镇编码为27584。

## 政治
圣保罗德富尔克所属的省级选区为布里奥讷县。

## 人口

1962-2008年间圣保罗德富尔克人口变化图示

圣保罗德富尔克于2022年1月1日时的人口数量为268人。